# 王立威
王立威（1934年—），女，河北保定人，中华人民共和国政治人物，曾任中华全国妇女联合会书记处书记、常务委员。